# Morten Friis
Morten Friis Jensen (Varde, 6 april 1985) is een Deens voormalig voetballer die als aanvaller speelde.

## Loopbaan
Hij werd in 2006/2007 aan FC Fredericia verhuurd door zijn toenmalige club Esbjerg fB. In zijn eerste seizoen voor FC Emmen werd hij, samen met Roy Stroeve clubtopscorer. Na een minder succesvol tweede seizoen werd de optie in zijn contract niet gelicht, waarna hij mocht vertrekken. Vanaf het seizoen 2009/2010 speelt Morten Friis Jensen wederom voor FC Fredericia. Hij beëindigde zijn loopbaan in 2016 bij Kolding FC.